# Недзьвяди (Жнінський повіт)
Недзьвяди (пол. Niedźwiady) — село в Польщі, у гміні Роґово Жнінського повіту Куявсько-Поморського воєводства.
Населення — 207 осіб (2011).
У 1975-1998 роках село належало до Бидгощського воєводства.

## Демографія
Демографічна структура станом на 31 березня 2011 року:
|          | Загалом | Допрацездатний вік | Працездатний вік | Постпрацездатний вік |
| -------- | ------- | ------------------ | ---------------- | -------------------- |
| Чоловіки | 107     | 17                 | 81               | 9                    |
| Жінки    | 100     | 14                 | 58               | 28                   |
| Разом    | 207     | 31                 | 139              | 37                   |